# Střevač
Střevač är en ort i Tjeckien. Den ligger i den centrala delen av landet, 70 km nordost om huvudstaden Prag. Střevač ligger 289 meter över havet och antalet invånare är 281.
Terrängen runt Střevač är platt, och sluttar söderut. Runt Střevač är det ganska glesbefolkat, med 34 invånare per kvadratkilometer. Närmaste större samhälle är Jičín, 6,6 km nordost om Střevač. Trakten runt Střevač består till största delen av jordbruksmark.